# Piano anatomico
     piano sagittale mediano
     piano coronale o frontale
     piano trasverso

Piani anatomici nell'essere umano:
piano sagittale mediano
piano coronale o frontale
piano trasverso

Per piano anatomico si intende un piano per sezionare il corpo al fine di descriverne la posizione di strutture o la direzione dei movimenti. Nell'anatomia umana e animale si descrivono tre piani principali:
- Il piano sagittale (longitudinale, anteroposteriore), un piano parallelo alla sutura sagittale. Divide il corpo in una parte sinistra ed una parte destra.
- Il piano coronale o piano frontale (verticale) divide il corpo in una porzione dorsale ed una ventrale (rispettivamente posteriore e anteriore).
- Il piano trasversale (orizzontale) divide il corpo in una porzione craniale ed una caudale (rispettivamente superiore ed inferiore).

## Anatomia umana
Nell'anatomia umana, i piani anatomici sono definiti in riferimento alla posizione anatomica.
- Un piano trasversale è parallelo al suolo; separa il corpo in una parte superiore ed una inferiore.
- Un piano coronale (o piano frontale) è perpendicolare al suolo; separa la parte anteriore del corpo da quella posteriore, cioè la sezione ventrale dalla dorsale.
- Un piano sagittale è perpendicolare al suolo e separa la sinistra dalla destra. Il piano sagittale mediano è il piano sagittale che si trova esattamente al centro del corpo; tutti gli altri piani sagittali (noti anche come piani parasagittali) sono paralleli ad esso.[1]

Gli assi e il piano sagittale sono gli stessi per bipedi e quadrupedi, mentre l'orientamento dei piani coronale e trasversale cambiano.

## Usi

### Movimento
Per quanto concerne il movimento anatomico, questi piani descrivono l'asse lungo il quale viene eseguita un'azione. Ad esempio un movimento sul piano trasversale è un movimento lungo la direzione testa-piedi.
Si individua come piano longitudinale un qualsiasi piano perpendicolare al piano trasversale. Il piano coronale e il piano sagittale sono esempi di piani longitudinali.

### Diagnostica per immagini
Risulta spesso necessario, ad esempio nelle tecniche di diagnostica per immagini come le ecografie, le tomografie computerizzate, le risonanze magnetiche o le scansioni PET, distinguere l'orientamento di determinati piani. Esistono vari sistemi di coordinate standardizzati, come ad esempio lo standard DICOM, che si basa sull'immaginare un essere umano nella posizione anatomica e in un sistema di coordinate XYZ con l'asse x con direzione anteroposteriore, l'asse y che va da destra a sinistra e l'asse z.